# 巴里·迪勒
巴里·查尔斯·迪勒（Barry Charles Diller，1942年2月2日—）是一位美国商人，IAC和Expedia Group的董事长和高管，福斯廣播公司创始人。迪勒于1994年入选电视名人堂。

## 生平
迪勒出生于加利福尼亚州旧金山的一个犹太人家庭，是雷瓦（Reva；née Addison）和迈克尔·迪勒（Michael Diller）的儿子。
迪勒从加利福尼亚大学洛杉矶分校辍学，三周后通过家里的关系进入威廉·莫里斯经纪公司邮件收发室工作。他靠近公司的档案室，因此空闲时间可以阅读档案、了解娱乐圈。1964年，他被ABC总裁埃尔顿·鲁莱（Elton Rule）聘为助理，前往纽约市。不久，迪勒被安排负责谈判剧情片的转播权。1965年，他被提升为发展副总裁（Vice President of Development）。在这个职位上，迪勒创造了《ABC每周电影》（ABC Movie of the Week）栏目，开创了電視電影的先河。
从1974年到1984年，迪勒担任了10年的派拉蒙影业公司董事长兼首席执行官。《纽约时报》在1983年报道说迪勒也是当时派拉蒙母公司海湾和西部公司（Gulf+Western）的“三位关键高管之一”。

### 福克斯
1984年10月到1992年4月，迪勒担任二十世紀影業的董事长兼首席执行官，在那里他建立了福斯廣播公司，并推出了《憔悴潘郎》和《辛普森一家》等节目。

### QVC
1992年2月24日，迪勒宣布他将在三个月内离开福克斯，开启自己的事业。离开福克斯后，迪勒的公司的箭头投资（Arrow Investments Inc.）购买了QVC电话购物网络2500万美元的股份。尽管占股不到3%，但他通过和自由媒体、康卡斯特公司建立合作关系，后获得了对该网络的控制权。他随后在收购派拉蒙影業时参与竞标，但输给了维亚康姆。迪勒于1995年从QVC辞职。

### HSN和美国广播公司
1995年8月，迪勒收购了银王广播公司的资产。1996年8月，迪勒领导下的银王决定回购原银王的家庭购物网（HSN） 。
1997年10月，迪勒宣布以41亿美元的价格收购USA Network。USA Network等电视业务后来被迪勒卖给维旺迪，但保留了HSN等互联网资产，这后来成为IAC/InterActiveCorp的基础。

### 2000年代

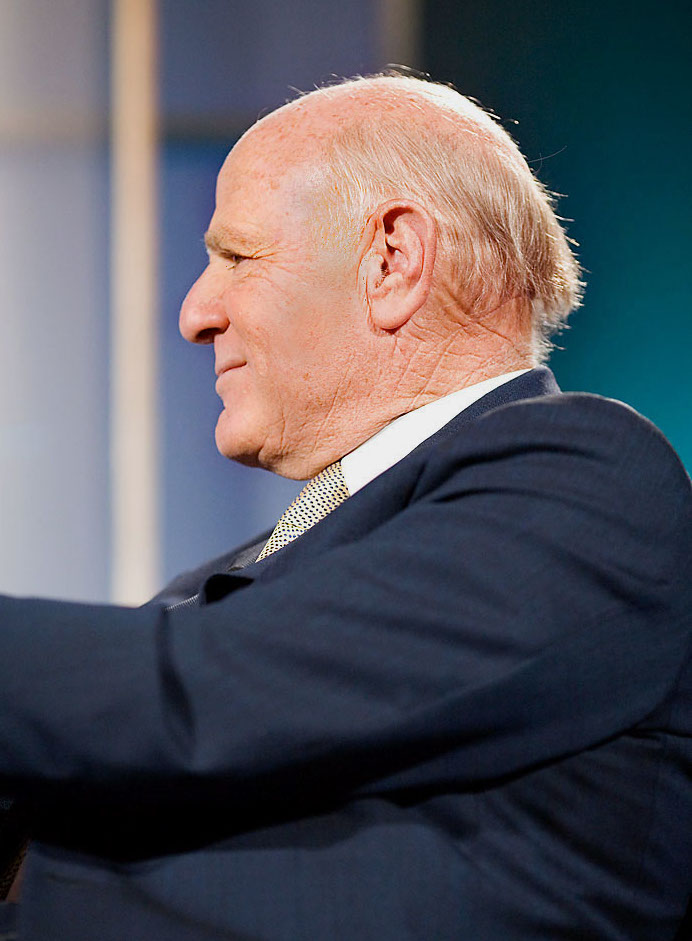
2005年Web 2.0会议上的迪勒

迪勒曾担任Expedia董事长和IAC/InterActiveCorp董事长、CEO等职位。根据《纽约时报》2006年10月26日的报道，迪勒是“[2005财年]薪酬最高的高管”，总薪酬超过2.95亿美元（主要来自股票）。2019年10月，他的资产已达42亿美元。

## 评价
美国媒体给予迪勒“杀手迪勒”（The Killer Dillers）的绰号，他手下有很多人又成为了其他大公司高管，如迈克尔·艾斯纳、杰弗瑞·卡森伯格、 唐·辛普森 、达拉·科斯罗萨西、道恩·斯蒂尔和加思·安西尔。
2022年3月9日，《华尔街日报》报道说迪勒、大卫·格芬和他的继子亚历克斯·冯·弗斯滕伯格（Alex Von Furstenberg）正在接受美国美国证券交易委员会和美国司法部的调查，因为他们在动视暴雪被微软宣布收购前三天进行了内幕交易。迪勒否认了这些指控。

## 个人生活

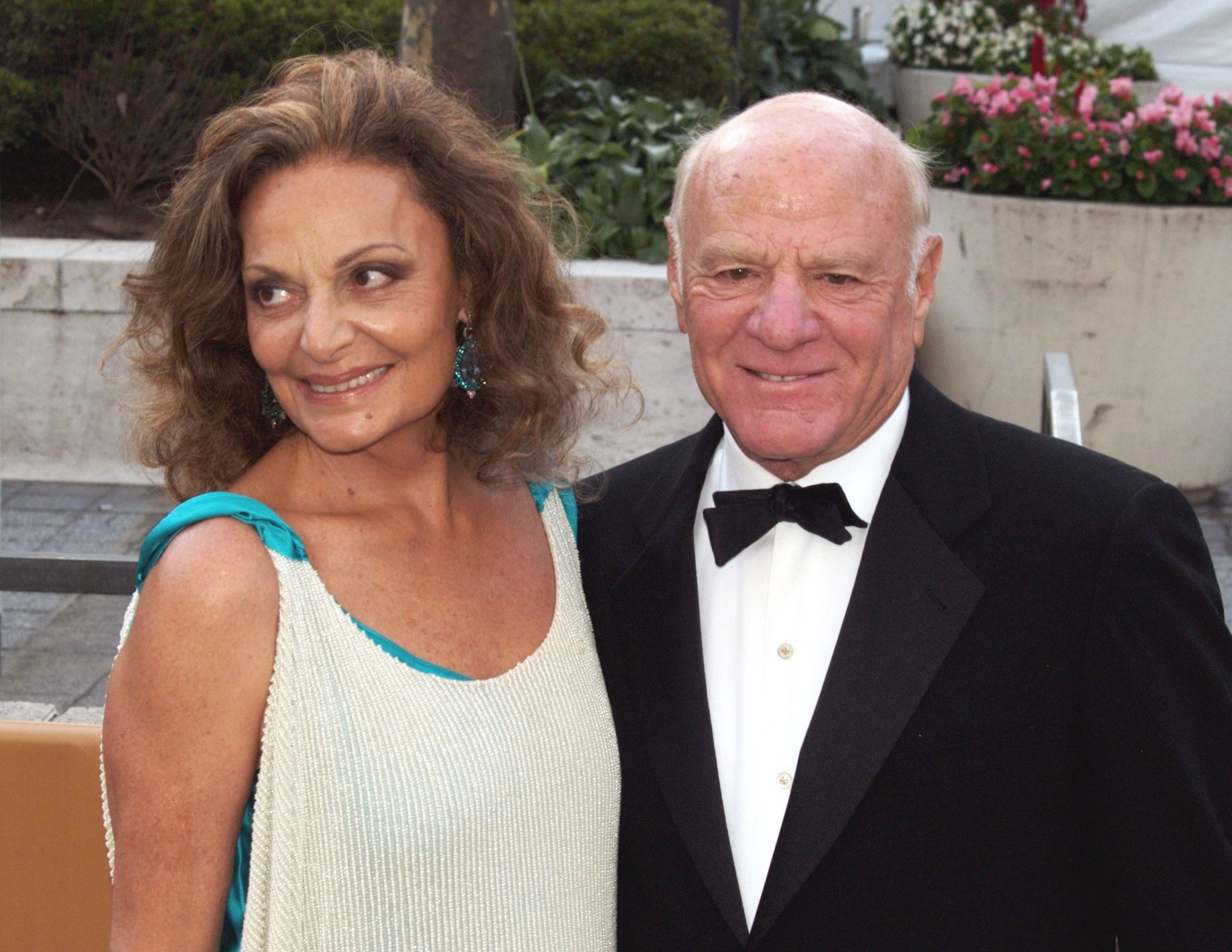
迪勒和他的妻子黛安·冯·弗斯滕伯格在2009年大都会歌剧院首映式上

2001年，迪勒与时装设计师黛安·冯·弗斯滕伯格结婚。他是民主党人，也是其赞助人。
在2005年出版的《迪士尼战争》一书中，派拉蒙的前同事迈克尔·艾斯纳说迪勒是同性恋。

## 慈善
2011年，迪勒-冯·弗斯滕伯格家族基金会宣布捐赠2000万美元，用于支持曼哈顿高線公園的修造。2012年，迪勒向好莱坞基金会（Hollywood Fund）捐赠了3000万美元。
2015年，迪勒和他的妻子承诺向小岛捐赠1.13亿美元，据说这是纽约市历史上对公园的最大一笔捐款。